# Liny-devant-Dun
Liny-devant-Dun é uma comuna francesa na região administrativa de Grande Leste, no departamento de Meuse. Estende-se por uma área de 10,9 km². Em 2010 a comuna tinha 197 habitantes (densidade: 18,1 hab./km²).